# Adran Premier
L'Adran Premier, citata anche come Genero Adran Premier per motivi di sponsorizzazione, è il massimo livello professionistico del campionato gallese femminile di calcio, organizzato sotto l'egida della Federcalcio gallese.
Istituito nel 2009 come Welsh Women's Premier League, ha acquisito l'attuale denominazione dal campionato 2021-2022. Al dicembre 2021 il campionato gallese occupa il quarantesimo posto nel ranking UEFA, perdendone uno rispetto alla classifica riferita alla stagione 2020-2021.
Alla fine della stagione, la squadra che ha ottenuto più punti vince il campionato ed è campione di Galles. Inoltre, accede di diritto alla fase preliminare della UEFA Women's Champions League.

## Storia

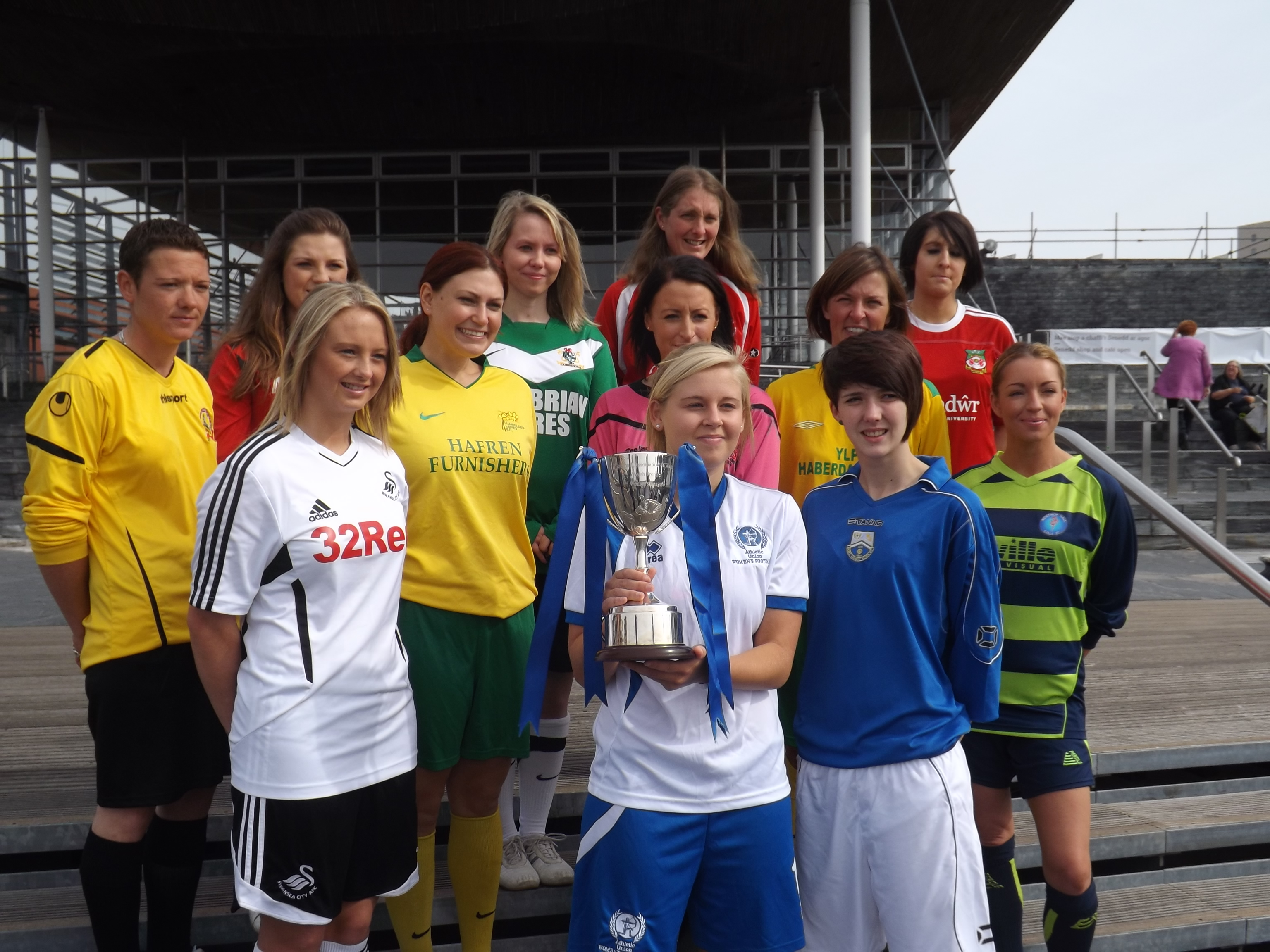
Lancio della Welsh Premier Women's Football League, 6 settembre 2012.

La Welsh Premier Women's League è stata costituita nel 2009, da 8 club: Aberystwyth Town, Caernarfon Town, Llanidloes Town, Manorbier, Newcastle Emlyn, Swansea City, Cardiff Metropolitan e Wrexham.
Nei suoi primi tre anni di vita il campionato era diviso in due conferenze: nord e sud. I vincitori delle conferenze poi hanno disputato uno spareggio per il titolo e il diritto di giocare nella UEFA Women's Champions League. La prima stagione non ha visto squadre retrocedere, ma dalla stagione 2010-2011 in poi, l'ultima squadra classifica è stata relegata nelle leghe regionali. Nel 2012 il campionato ha cambiato formula, adottando il girone all'italiana.

## Le squadre

### Organico attuale
Alla stagione 2021-2022 partecipano le seguenti otto squadre:
- Aberystwyth Town
- Barry Town
- Cardiff City FC
- Cardiff Metropolitan
- The New Saints
- Pontypridd Town
- Port Talbot Town
- Swansea City

## Albo d'oro
Di seguito è riportato l'albo d'oro del campionato gallese femminile di calcio.

### Welsh Women's Premier League
- 2009-2010:  Swansea City (1º)
- 2010-2011:  Swansea City (2º)
- 2011-2012:  Cardiff Metropolitan (1º)
- 2012-2013:  Cardiff City FC (1º)
- 2013-2014:  Cardiff Metropolitan (2º)
- 2014-2015:  Cardiff Metropolitan (3º)
- 2015-2016:  Cardiff Metropolitan (4º)
- 2016-2017:  Swansea City (3º)[4]
- 2017-2018:  Cardiff Metropolitan (5º)[5]
- 2018-2019:  Cardiff Metropolitan (6º)[6]
- 2019-2020:  Swansea City (4º)[7]
- 2020-2021:  Swansea City (5º)
- 2021-2022:  Swansea City (6º)
- 2022-2023:  Cardiff City FC (2º)
- 2023-2024:  Cardiff City FC (3º)
- 2024-2025:  Cardiff City FC (4º)